# العلاقات الآيسلندية الجنوب إفريقية
العلاقات الآيسلندية الجنوب أفريقية هي العلاقات الثنائية التي تجمع بين آيسلندا وجنوب أفريقيا.

## مقارنة بين البلدين
هذه مقارنة عامة ومرجعية للدولتين:
| وجه المقارنة                                              | آيسلندا          | جنوب أفريقيا |
| --------------------------------------------------------- | ---------------- | --- |
| المساحة (كم2)                                             | 103.00 ألف       | 1.22 مليون |
| عدد السكان (نسمة)                                         | 317.35 ألف       | 57.73 مليون |
| الكثافة السكانية (ن./كم²)                                 | 3.08             | 47.32 |
| العاصمة                                                   | ريكيافيك         | بريتوريا، بلومفونتين، كيب تاون |
| اللغة الرسمية                                             | اللغة الآيسلندية | لغة إنجليزية، اللغة الأفريقانية، اللغة النديبلي الجنوبية، اللغة السوثو الشمالية، اللغة السوتية، لغة سوازي، اللغة التسونجا، اللغة التسوانية، اللغة الفيندية، اللغة الكوسية، اللغة الزولوية |
| العملة                                                    | كرونة آيسلندية   | راند جنوب أفريقي |
| الناتج المحلي الإجمالي (بليون دولار)                      | 23.91 مليار      | 349.42 مليار |
| الناتج المحلي الإجمالي (تعادل القوة الشرائية) بليون دولار | 15.79 مليار      | 725.91 مليار |
| الناتج المحلي الإجمالي الاسمي للفرد دولار أمريكي          | 50.17 ألف        | 5.72 ألف |
| الناتج المحلي الإجمالي للفرد دولار أمريكي                 | 46.55 ألف        | 13.05 ألف |
| مؤشر التنمية البشرية                                      | 0.899            | 0.666 |
| رمز المكالمات الدولي                                      | +354             | +27 |
| رمز الإنترنت                                              | .is              | .za |
| المنطقة الزمنية                                           | 00، أوروبا/لندن ‏ | ت ع م+02:00، أفريقيا/جوهانسبرغ ‏ |

## منظمات دولية مشتركة
يشترك البلدان في عضوية مجموعة من المنظمات الدولية، منها:
| علم المنظمة | اسم المنظمة                        | تاريخ انضمام آيسلندا | تاريخ انضمام جنوب أفريقيا |
| ----------- | ---------------------------------- | -------------------- | ------------------------- |
|             | مؤسسة التنمية الدولية              | 19 مايو 1961         | 12 أكتوبر 1960            |
|             | نظام تحكم تكنولوجيا القذائف        | 1993                 | 1995                      |
|             | وكالة ضمان الاستثمار متعدد الأطراف | 25 سبتمبر 1998       | 10 مارس 1994              |
|             | يونسكو                             | 8 يونيو 1964         | 4 نوفمبر 1946             |
|             | الأمم المتحدة                      | 19 نوفمبر 1946       | 7 نوفمبر 1945             |
|             | الفريق المعني برصد الأرض           | ?                    | ?                         |
|             | الاتحاد البريدي العالمي            | ?                    | ?                         |
|             | البنك الدولي للإنشاء والتعمير      | 27 ديسمبر 1945       | 27 ديسمبر 1945            |
|             | المنظمة الهيدروغرافية الدولية      | ?                    | ?                         |
|             | الاتحاد الدولي للاتصالات           | 1 أكتوبر 1906        | 1910                      |
|             | منظمة حظر الأسلحة الكيميائية       | ?                    | ?                         |
|             | مؤسسة التمويل الدولية              | 20 يوليو 1956        | 3 أبريل 1957              |
|             | منظمة التجارة العالمية             | ?                    | 1995                      |
|             | مجموعة الموردين النوويين           | ?                    | ?                         |
|             | منظمة الشرطة الجنائية الدولية      | ?                    | ?                         |

## وصلات خارجية
- موقع وزارة الخارجية الآيسلندية
- موقع وزارة الخارجية الجنوب أفريقية